# LSE (기업)
LSE 주식회사는 대한민국의 반도체 장비 기업이다.

## 역사
과거 무진전자  세정장비 사업부 시절 SK하이닉스에 습식 세정장비를 대량 공급하던 주요 협력사였는데 무진전자 임직원들이 SK하이닉스의 반도체 제조 및 세정 관련 핵심 기술을 중국 D램 업체에 유출하자 SK하이닉스와의 거래관계 단절되었고 엘티씨가 장비사업부를 통째로 인수하여 신설하였다.
2025년 주관사를 미래에셋증권으로 상장 예비 심사를 신청하였다.

## 같이 보기
- 엘티씨